# NGC 6117
NGC 6117 es una galaxia espiral (Sc) localizada en la dirección de la constelación de Corona Borealis. Posee una declinación de +37° 05' 43" y una ascensión recta de 16 horas, 19 minutos y 18,2 segundos.
A galaxia NGC 6117 fue descubierta el 5 de julio de 1864 por Albert Marth.